# Herrgårdsängen

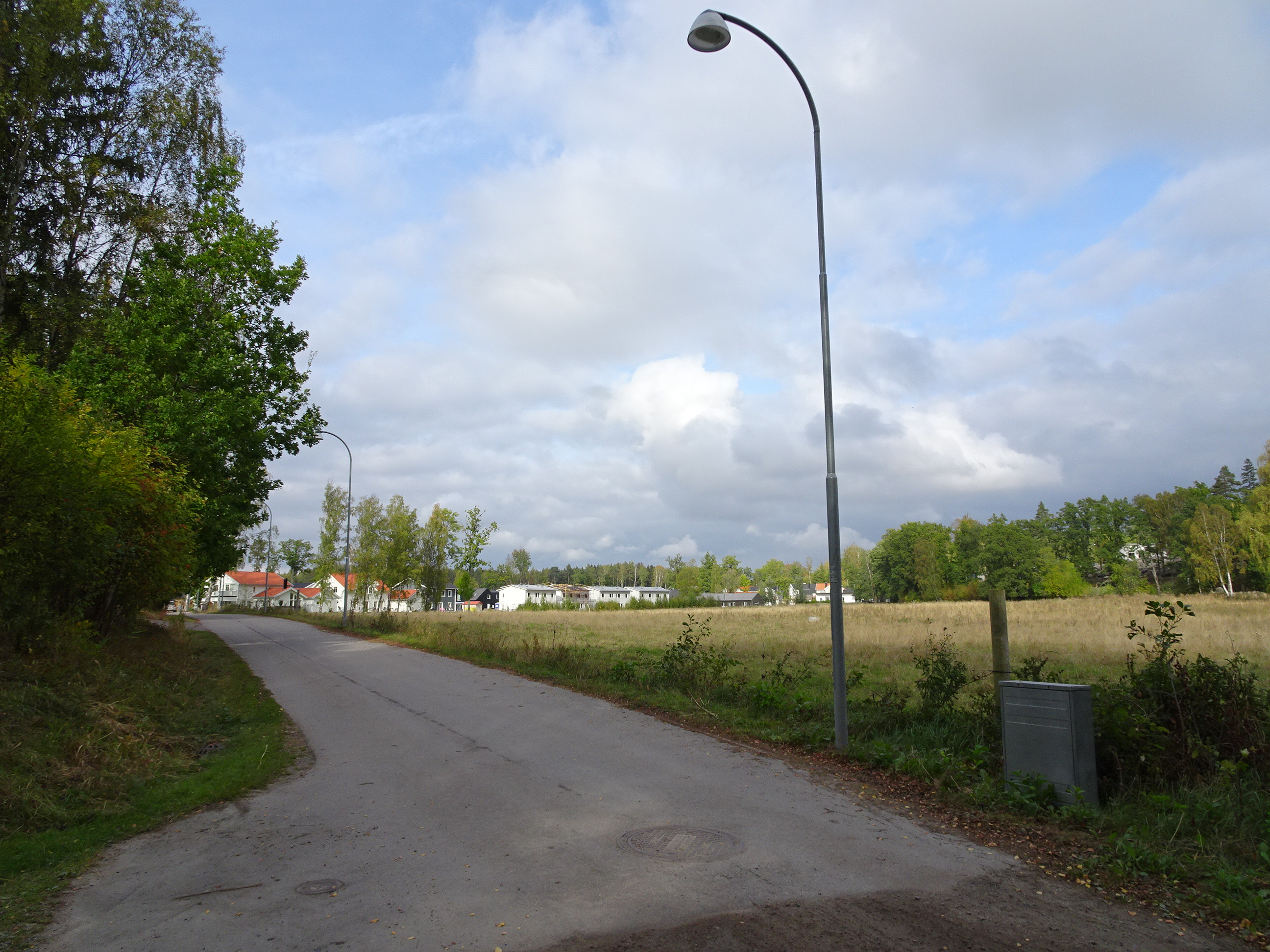
Herrgårdsängen

Herrgårdsängen är ett bostadsområde i stadsdelen Gäddeholm i Västerås där främst småhus uppförs sedan 2009 i form av passivhus. Endast energisnåla hus får byggas i området. Den allra första tomten började bebyggas år 2009 och därifrån byggdes 149 bostäder ytterligare i samma etapp, både flerbostadshus och villor. Fastighetsbolagen bakom satsningen är NCC och Aroseken. 